# رافايل ماريكز بينتو
رافايل ماريكز بينتو (بالبرتغالية: Rafael Marques Pinto‏) (21 سبتمبر 1983 بريو دي جانيرو في البرازيل - ) هو لاعب كرة قدم برازيلي في مركز الدفاع. لعب مع أتلتيكو مينييرو وبوتافوغو ريغاتاس وغريميو بورتو أليغرينزي ونادي برازيليا ونادي غوياس ونادي كوريتيبا وهيلاس فيرونا.

## روابط خارجية
- رافايل ماريكز بينتو على موقع قاعدة بيانات كرة القدم.إي يو (الإنجليزية)
- رافايل ماريكز بينتو على موقع Soccerway.com (الإنجليزية)
- رافايل ماريكز بينتو على موقع عالم كرة القدم.نت (الإنجليزية)
- رافايل ماريكز بينتو على موقع AS.com (الإسبانية)